# Jun Ashida
Jun Ashida (Ashida Jun (芦田 淳?); Jeonju, 21 agosto 1930 – 20 ottobre 2018) è stato uno stilista e imprenditore giapponese, nato a Jeollabuk-do (Chosen), che ha iniziato la sua carriera studiando con l'illustratore Jun'ichi Nakahara. Dopo aver acquisito esperienza come stilista consulente, Ashida ha creato il suo marchio Teru kōbō nel 1963, brand che in seguito ha preso il suo nome. Dal 1966 al 1976 ha lavorato come designer personale dell'Imperatrice Michiko. Nel corso della sua carriera, Ashida ha disegnato abiti per reali, squadre sportive e aziende.
Per i suoi contributi alla moda, Ashida ha ricevuto la medaglia del nastro viola giapponese nel 1991.

## Biografia
Jun Ashida è nato a Jeonju, il più giovane tra gli altri sette fratelli. Suo padre, etnicamente giapponese, era un medico praticante.
Ashida ha avuto due figli, di cui la seconda figlia, Tae Ashida, è diventata lei stessa stilista.
Il 20 ottobre 2018 Ashida è morto di polmonite nella sua casa di Tokyo.

## Carriera
Ashida si è interessato per la prima volta al fashion design vedendo i vestiti che uno dei suoi fratelli maggiori aveva portato da un viaggio negli Stati Uniti. Dopo il diploma di scuola superiore, ha imparato il design da Jun'ichi Nakahara, artista di moda e grafico. Nel 1960 è diventato consulente designer, sia per il grande magazzino Takashimaya, sia per il produttore di fibre Teijin. Tre anni dopo, nel 1963, Ashida e sua moglie, Tomoko, hanno lanciato la loro prima linea chiamata Teru kōbō ('テル工房?), linea che si è poi trasformata nel marchio "Jun Ashida". Lo stilista ha presentato la sua prima collezione di moda nel 1964.
A partire dal 1966, Ashida è diventato lo stilista personale dell'Imperatrice Michiko, incarico durato dieci anni. L'opportunità di lavorare per la Famiglia imperiale del Giappone è arrivata con la realizzazione di un primo abito per il giovane Akihito, all'epoca principe ereditario. Dopo aver concluso il suo impegno con la Casa Imperiale del Giappone nel 1976, l'anno dopo Ashida ha presentato la sua prima collezione parigina. Nel 1989 lo stilista ha aperto una boutique a Parigi al numero 34 di Rue du Faubourg Saint-Honoré.
Ashida ha disegnato abiti anche per l'allora principessa ereditaria Masako, abiti da indossare durante il suo matrimonio nel 1993. Nel 1999, Rania di Giordania ha chiesto l'aiuto dello stilista per gli abiti che ha indossato durante la sua visita di stato in Giappone. Nel corso della sua carriera, Ashida ha inoltre disegnato diverse uniformi  come le divise ufficiali delle squadre nazionali giapponesi per i Giochi asiatici del 1994 tenutisi a Hiroshima, così come per le Olimpiadi estive del 1996 ad Atlanta. Ha successivamente messo i suoi servizi a disposizione di compagnie come All Nippon Airways, che lo hanno chiamato per disegnare gli abiti della loro compagnia.
Come supporto alle generazioni future, nel 1994 Ashida ha creato l'Ashida Fund, fondo che mette a disposizione i premi in denaro per il Jun Ashida Award (Brilliant Female Researchers Award), un'onorificenza dell'Agenzia giapponese per la scienza e la tecnologia. Il riconoscimento viene assegnato annualmente ad una giovane ricercatrice che porta notevoli contributi alle ricerche nell'ambito della moda che aumentano la sostenibilità o ad un'organizzazione che sostiene il lavoro di queste ricercatrici.

## Premi e riconoscimenti
Per i suoi contributi alla moda, il governo giapponese ha insignito Ashida dell'Ordine del Sol Levante terza classe nel 1991 e della medaglia d'onore con il nastro viola nel 2006. Nel 2000 lo stilista ha ricevuto l'Ordre national du Mérite francese.